# Téluq

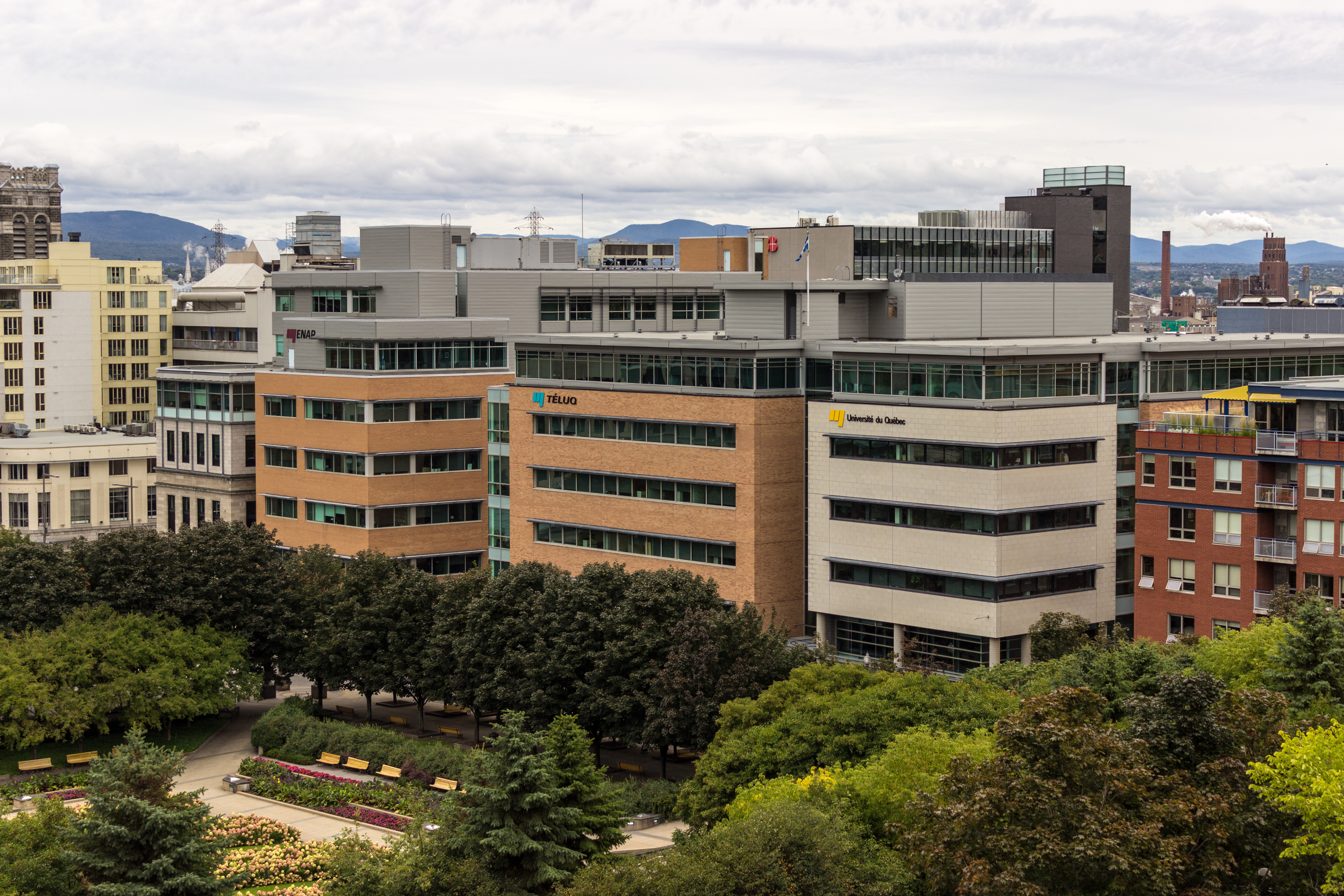
Gebäude von ENAP, Téluq und UdQ in Québec

Die Téluq (Langform Université TÉLUQ) ist eine französischsprachige staatliche Fernuniversität mit Sitz in Québec, Kanada.

## Geschichte
Die Téluq wurde 1972 im Verbund der Université du Québec gegründet. Ca. 20.000 Studenten studieren heute an der Fernuniversität.

## Departments
Die Téluq ist nicht in Fakultäten, sondern Departments gegliedert. Dies sind:
- École des Sciences de l’administration
- Département Éducation
- Département Science et Technologie
- Département Sciences humaines, Lettres et Communications